# Fadogia tetraquetra
Fadogia tetraquetra är en måreväxtart som beskrevs av Karl Moritz Schumann och Kurt Krause. Fadogia tetraquetra ingår i släktet Fadogia och familjen måreväxter.

## Underarter
Arten delas in i följande underarter:
- F. t. grandiflora
- F. t. tetraquetra